# Боково (Смоленская область)
Боково — деревня в Новодугинском районе Смоленской области России. Входит в состав Извековского сельского поселения. 

## География
Расположена в северо-восточной части области в 8 км к юго-западу от Новодугина, в 5 км западнее автодороги Р134 «Старая Смоленская дорога» Смоленск — Дорогобуж — Вязьма — Зубцов, на правом берегу реки Вазуза. В 10 км северо-восточнее деревни расположена железнодорожная станция Новодугино на линии Вязьма — Ржев.

## История
В годы Великой Отечественной войны деревня была оккупирована гитлеровскими войсками в октябре 1941 года, освобождена в марте 1943 года.

## Население
| 2014 |
| ---- |
| 8    |